# Munsalo
Munsalo is een bestuurslaag in het regentschap Kuantan Singingi van de provincie Riau, Indonesië. Munsalo telt 1680 inwoners (volkstelling 2010).